# Apiciopsis
Apiciopsis is een geslacht van vlinders van de familie spanners (Geometridae), uit de onderfamilie Ennominae.

## Soorten
- A. albilinea Dognin, 1913
- A. angusta Warren, 1904
- A. emilia Dognin, 1894
- A. maciza (Dognin, 1896)
- A. mathilda Thierry-Mieg, 1895
- A. obliquaria Warren, 1904
- A. squamata Warren, 1897
- A. stefania Dognin, 1894
- A. subsignata Warren, 1906
- A. venata (Dognin, 1911)